# Maria Vinca

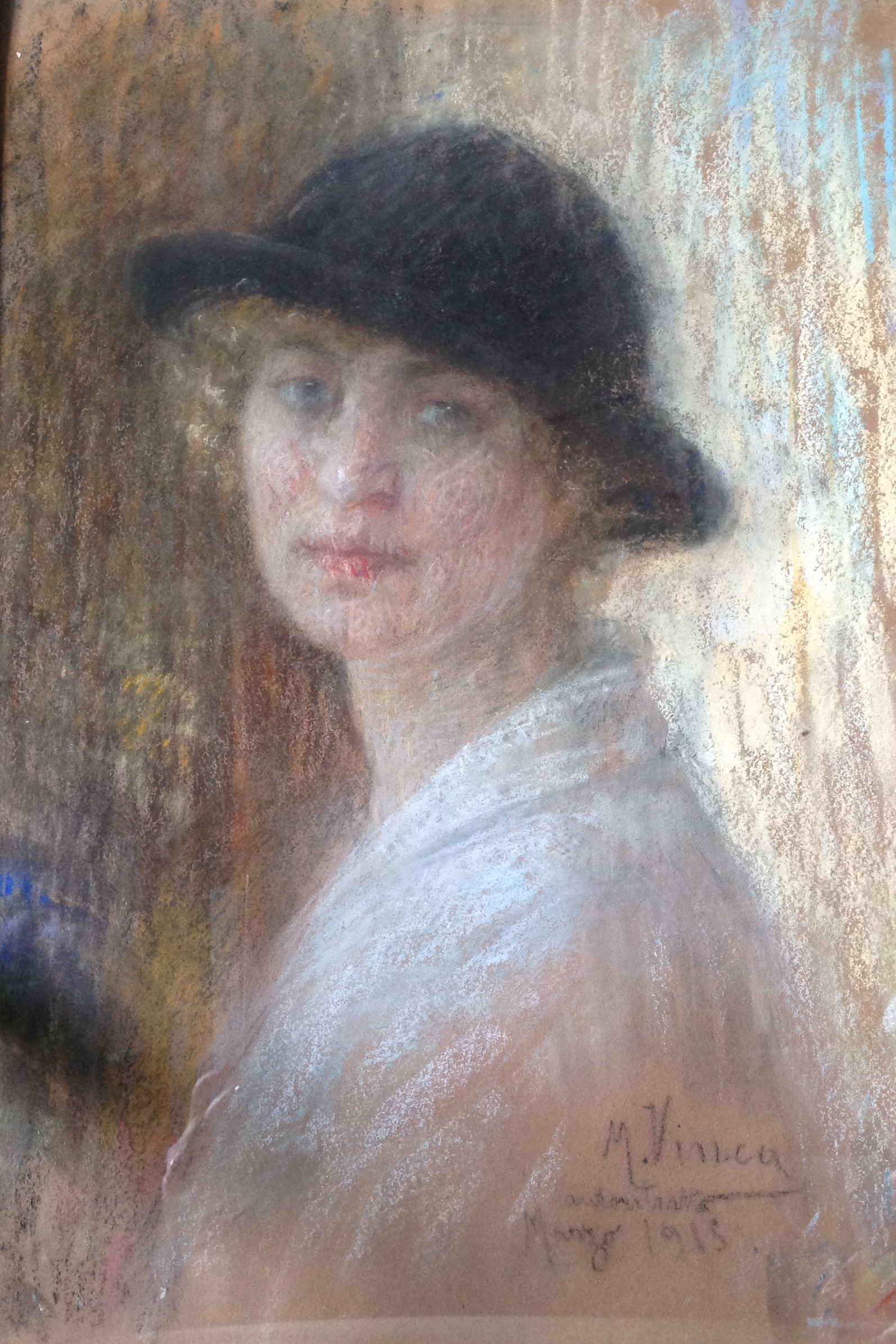
Selbstporträt, 1903

Maria Vinca (* 29. Januar 1878 in Mailand; † 8. Dezember 1939 in Venedig) war eine italienische Malerin, die vor allem in Venedig tätig war.

## Leben und Werk

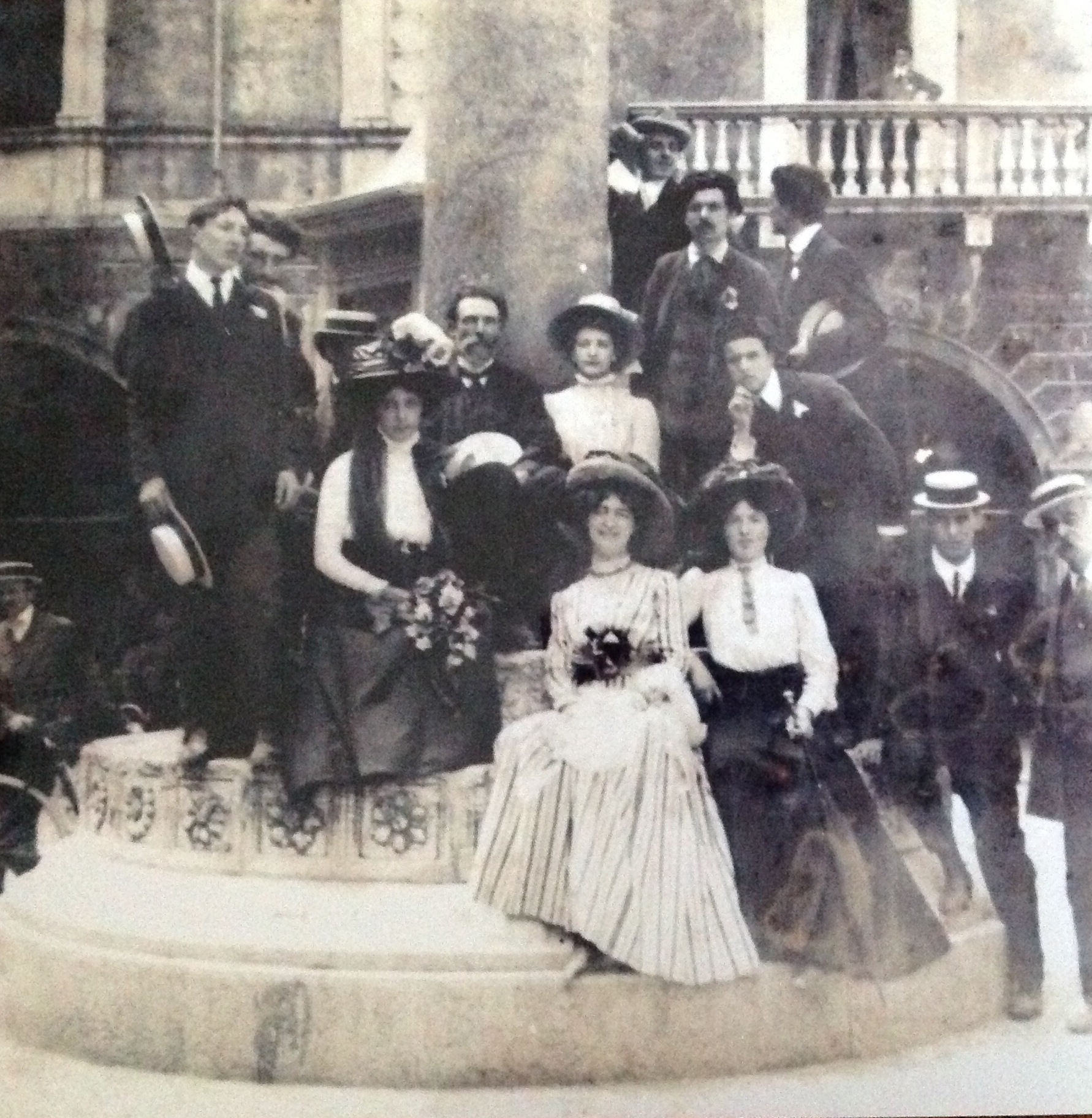
Foto Vincas im Freundeskreis (vordere Reihe, Mitte, mit einem Blumenstrauß in der Hand)

Maria Vinca wurde als erste von drei Töchtern der Teresa Tavazza und des Giovanni Vinca geboren. Sie besuchte in ihrem Geburtsort Mailand die Accademia di Brera, wo sie bei Filippo Carcano lernte, der wiederum Schüler von Francesco Hayez war. 
Anfang der 1890er Jahre nach Venedig übergesiedelt, lernte Vinca an der dortigen Accademia di belle arti und der Scuola libera di Nudo, die auch Amedeo Modigliani besuchte. In der Calle San Domenico nahe San Trovaso eröffnete sie ein häufig von anderen Künstlern besuchtes Atelier. Unter den Besuchern waren Emma Ciardi, Fabio Mauroner, Guido Cadorin, Ermanno Wolf-Ferrari, Fioravante Seibezzi, Mitglieder des Gruppo di Burano oder Enrico Giulio Trois, der am Istituto d’Arte di Venezia lehrte, aber auch der Bildhauer Oreste Licudis.

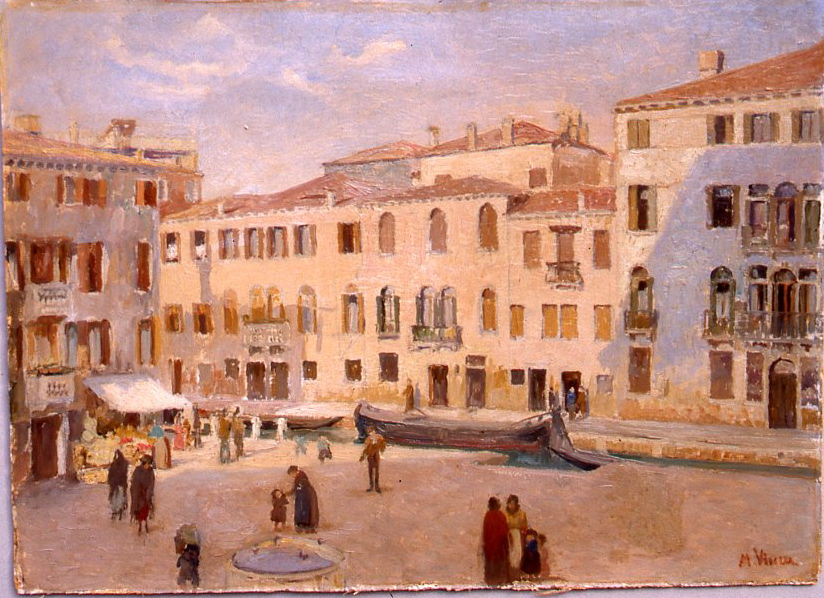
Der Campo San Barnaba in Venedig

Sie schuf zahlreiche Landschaftsbilder und Veduten, trat aber vor allem als Porträtistin hervor. Während des Ersten Weltkriegs verfasste sie Manifeste und Postkarten, um die Anleihenkampagnen zu unterstützen. Dabei unterhielt sie Kontakte zu einflussreichen Familien, wie den Brandolini d’Adda, der Familie Vittorio Cinis, den Papafava, Valmarana, Marzotto, zu den Familien Morandi, Ottolenghi oder Errera, ebenso wie zum Bariton Titta Ruffo. Auch war sie mit der Familie des 1924 von Faschisten ermordeten Generalsekretärs des Partito Socialista Unitario und Abgeordneten des Partito Socialista Italiano befreundet. Auch diesen und seine Ehefrau Velia Ruffo porträtierte sie zusammen mit ihren drei Kindern, Gian Carlo, Gian Matteo und Isabella, geboren 1918, 1921 und 1922. Diese Porträts befinden sich heute im Museum von Fratta Polesine, in der Casa Matteotti.
Auf der Biennale di Venezia stellte Vinca bei der Galleria Bevilacqua La Masa 1909, 1922 und 1926 aus, ebenso wie bei einer Reihe von Gelegenheiten in der Ca’ Pesaro. Von Kritikern wurde die „Unruhe“, die „eminente Qualität“ ihrer Malerei hervorgehoben, aber auch ihre „Männlichkeit“. Nach dem Tod des Vaters unterstützte sie die Mutter und ihre beiden jüngeren Schwestern. In ihren letzten Jahren betrieb sie eine private Malschule. Dann eröffnete sie ein zweites Atelier auf dem Lido, wo sie nun überwiegend lebte. Ihre Werke aus dieser Zeit wurden von verschiedenen Sammlern in Amerika erworben. Eine Reihe ihrer Werke befindet sich heute im Besitz ihrer Nichte, der Musikerin Ida Coppola.

## Jüngere Rezeption
Vom 14. Juli bis 13. September 1998 fand eine Ausstellung in Cortina d’Ampezzo im Museo d’Arte Moderna Mario Rimoldi statt, der sich eine Ausstellung in Bassano del Grappa im Palazzo Agostinelli vom 2. Oktober bis 13. November anschloss, sowie eine weitere Werkschau in Padua. 2011 wurden Werke von Maria Vinca in der Villa Pisani ausgestellt, 2014 in Mirano (zusammen mit denen von Giola Gandini, Ernesta Oltremonti und Gabriella Oreffice), 2015 in Venedig (Gli artisti di Ca’ Pesaro: le mostre del 1919 e del 1920).

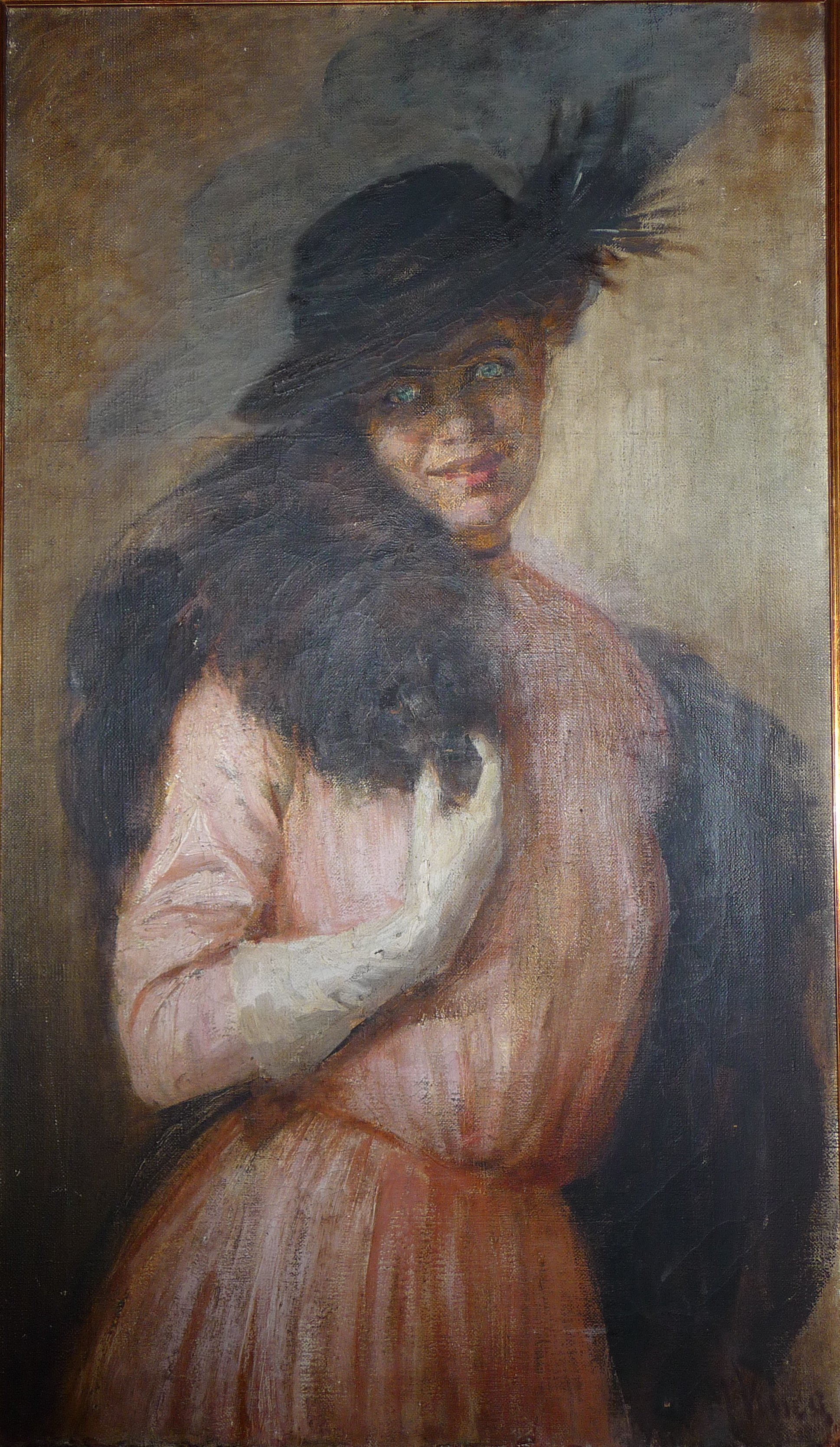
Porträt der Schwester Adele
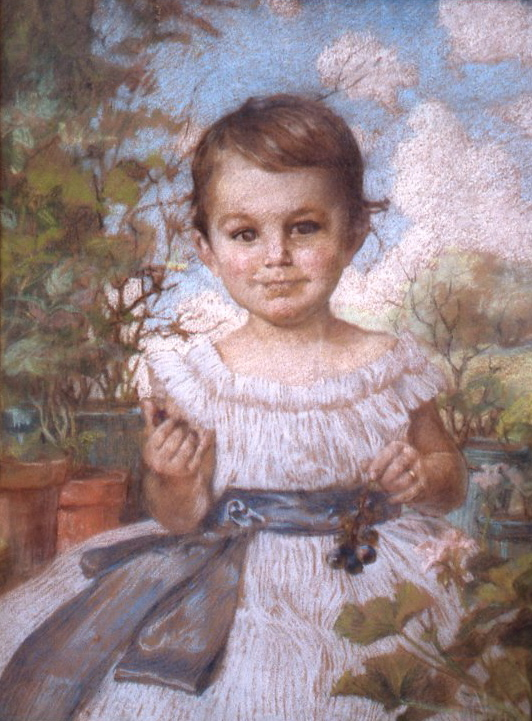
Porträt Bianca Cadorin als Kind
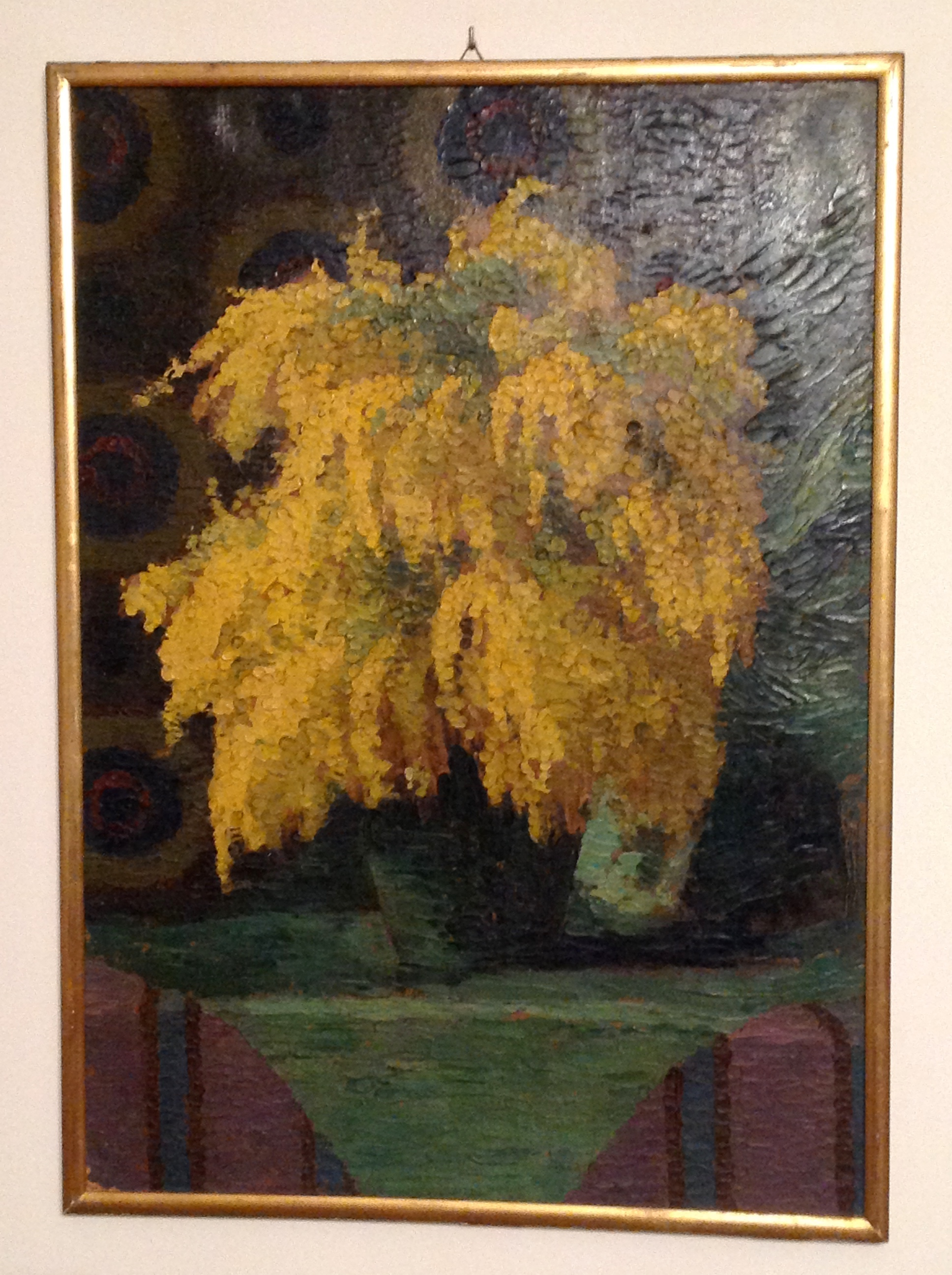
Mimose
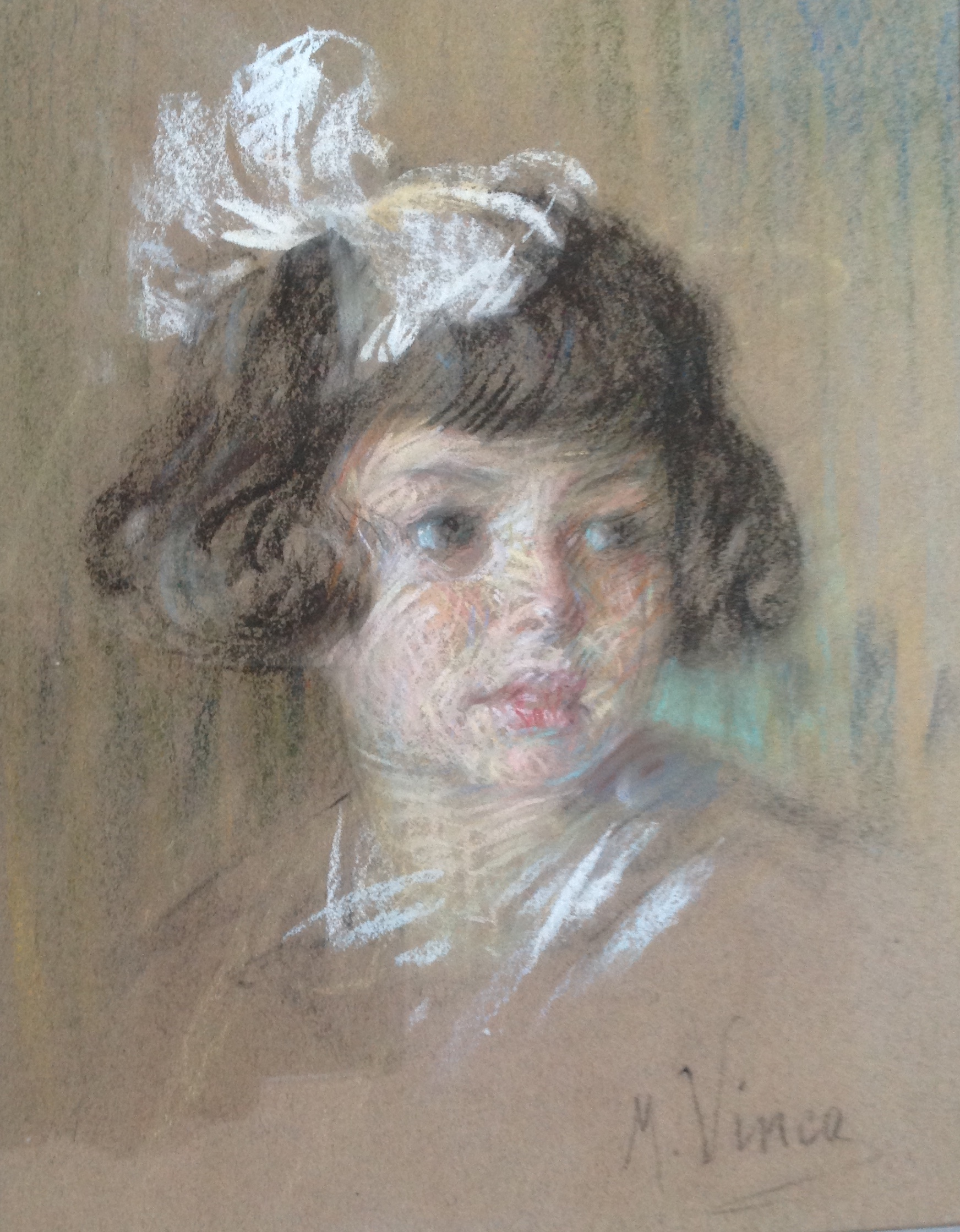
Porträt der Nichte Teresa (Resi)
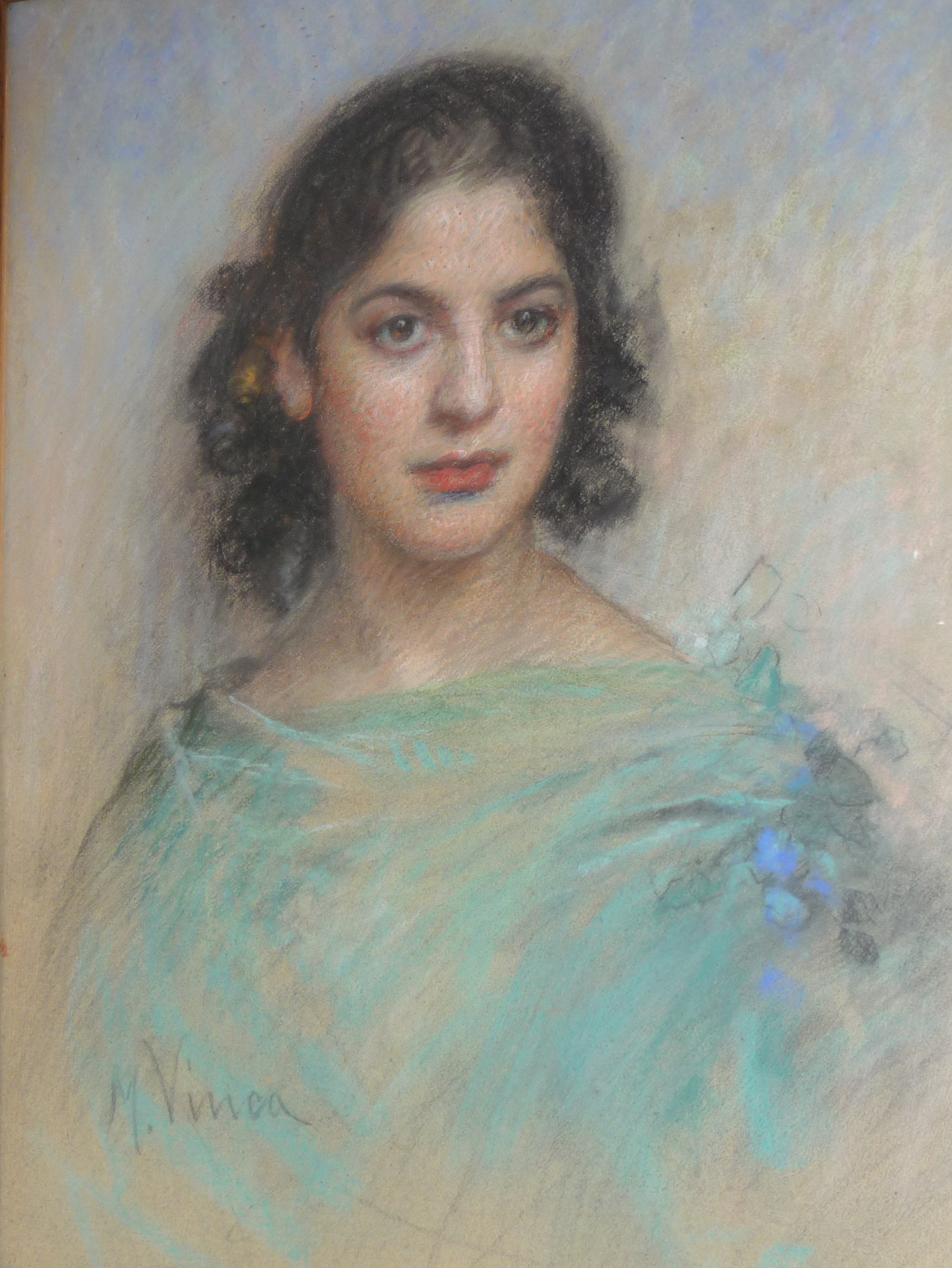
Porträt der Nichte Didi